# دهستان پیر یوسفیان
دهستان پیر یوسفیان نام دهستانی است در بخش مرکزی شهرستان البرز در استان قزوین ایران که بر اساس سرشماری مرکز آمار ایران در سال ۱۳۹۵، جمعیت آن ۴٫۳۲۱ نفر (در ۱۲۷۴ خانوار) بوده‌است.